# Sphaerodactylus omoglaux
Sphaerodactylus omoglaux — вид геконоподібних ящірок родини Sphaerodactylidae. Ендемік Гаїті.

## Поширення і екологія
Sphaerodactylus omoglaux мешкають на південному заході острова Гаїті, на півдні рівнини Кюль-де-Сак та в горах Сель. Вони живуть в сухих тропічних лісах, в заростях агави, серед опалого листя та під камінням. Зустрічаються на висоті до 417 м над рівнем моря. Відкладають яйця.

## Збереження
МСОП класифікує цей вид як такий, що перебуває під загрозою зникнення. Sphaerodactylus nycteropus загрожує знищення природного середовища. 